# Cantone di Saint-Martin-d'Hères
Il Cantone di Saint-Martin-d'Hères è una divisione amministrativa dell'Arrondissement di Grenoble.
È stato costituito a seguito della riforma approvata con decreto del 18 febbraio 2014, che ha avuto attuazione dopo le elezioni dipartimentali del 2015.

## Composizione
Comprende i seguenti 4 comuni:
- Gières
- Poisat
- Saint-Martin-d'Hères
- Venon